# エリトロース-4-リン酸デヒドロゲナーゼ
エリスロース-4-リン酸デヒドロゲナーゼ（erythrose-4-phosphate dehydrogenase, E4PDH, GapB）は、ビタミンB6代謝酵素の一つで、次の化学反応を触媒する酸化還元酵素である。
D-エリスロース-4-リン酸 + NAD+ + H2O {\displaystyle \rightleftharpoons } 4-ホスホエリトロン酸 + NADH + 2H+
反応式の通り、この酵素の基質はD-エリスロース-4-リン酸とNAD+と水、生成物は4-ホスホエリトロン酸とNADHとH+である。
組織名はD-erythrose 4-phosphate:NAD+ oxidoreductaseで、別名にEpd dehydrogenase, E4P dehydrogenaseがある。